# Fyn
Fyn (németül Fünen) Dánia harmadik legnagyobb szigete. Népessége mintegy 445 000 fő.
Legfontosabb városa Odense, amelyet csatorna köt össze a tengerrel. Az Odense Steel Shipyard nevű hajógyár (a legnagyobb Dániában) a városon kívül helyezkedik el.
A sziget tette ki az egykori Fyn megye legnagyobb részét; rajta kívül Langeland, Ærø, Tåsinge és számos apróbb sziget tartozott hozzá. Dánia legnagyobb szigetével, Sjællanddal a Nagy-Bælt híd nevű kombinált vasúti-közúti összeköttetés köti össze 1997 óta. A Dánia fő részét képező Jütland-félszigettel két híd köti össze: az 1930-as években épült közúti-vasúti híd és az 1970-es években épült függőhíd, amely csak közúti forgalmat szolgál.
Odensén kívül a sziget nagyobb városai a part mentén találhatók. A fontosabbak: Kerteminde, Nyborg, Svendborg, Fåborg, Assens, Middelfart és Bogense. Fyn szigetén született többek között Carl Nielsen zeneszerző és Hans Christian Andersen meseíró.

## Közigazgatás
A sziget a Dél-dániai régióhoz tartozik. A következő 8 község található rajta:
- Assens község
- Faaborg-Midtfyn község
- Kerteminde község
- Middelfart község
- Nordfyn község
- Nyborg község
- Odense község
- Svendborg község